# فيكتور فلاديميروفيتش إيفانوف
فيكتور فلاديميروفيتش إيفانوف (بالأوكرانية: Віктор Володимирович Іванов)‏ (8 أكتوبر 1956 – 23 نوفمبر 2007) هو ملاكم أوكراني راحل، مثّل بلاده في الألعاب الأولمبية الصيفية 1976.

## روابط خارجية
فيكتور فلاديميروفيتش إيفانوف على موقع أوليمبيديا (الإنجليزية)